# Billaea vanemdeni
Billaea vanemdeni là một loài ruồi trong họ Tachinidae.